# Euderus aeneus
Euderus aeneus är en stekelart som först beskrevs av Girault och Alan Parkhurst Dodd 1915.  Euderus aeneus ingår i släktet Euderus och familjen finglanssteklar. Inga underarter finns listade i Catalogue of Life.